# Teresiana
La teresiana es una gorra o prenda de cabeza de uso principalmente militar. Su nombre procede de la academia militar de María Teresa o Teresiana (), donde la vio el rey Alfonso XII en uso por los oficiales del ejército austriaco. Su uso se extiende en España al ser declarada reglamentaria para la oficialidad del Ejército el 18 de agosto de 1886; fue suprimida por el Reglamento de uniformidad de 1908. El modelo más conocido actualmente es el de la Guardia Civil que la adopta oficialmente con el nombre de gorra de servicio el 31 de julio de 1989. Durante el siglo XX ha sido muy utilizada en España por unidades "especiales" como gorra de paseo de oficiales y suboficiales, o de servicio y uso general con algunas diferencias entre empleos:
- la Legión
- la Cruz Roja

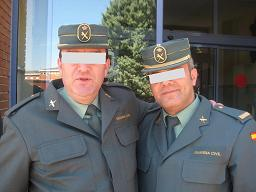
Dos agentes de la Guardia Civil en la Academia de Valdemoro en Madrid.

- la (Brigada Paracaidista del Ejército de Tierra, Brigada de Infantería Ligera Paracaidista) Brigada «Almogávares» VI de Paracaidistas
- la Agrupación de Tropas Nómadas del Sáhara
  - la Policía Territorial del Sáhara
- la Guardia Colonial de Guinea Ecuatorial
- los Mozos de Escuadra, policía autonómica de Cataluña, en su academia

## Historia
Este tipo de gorra era usada en el interior de los cuarteles (gorra cuartelera) por los oficiales del ejército austriaco. En España es introducida por el rey Alfonso XII, que la trae de la academia militar María Teresa o Teresiana (), ubicada en Wiener Neustadt, de donde procede su nombre. Su uso se extiende en España al ser declarada reglamentaria para la oficialidad del Ejército el 18 de agosto de 1886; fue suprimida por el Reglamento de Uniformidad de 1908.
La gorra teresiana aparece por primera vez en España por una Real Orden Circular (ROC) del 20 de marzo de 1883, que la declara reglamentaria en el Arma de Artillería, aunque sin llamarla por ese nombre:
... Visto el modelo de gorra que S.M. el Rey ha tenido a bien aprobar como reglamentaria en el Arma de Artillería...
El 24 de septiembre de ese mismo año se declaró reglamentaria en el Arma de Ingenieros, y en el Cuerpo de Estado Mayor por Orden Circular (OC) de 20 de diciembre de 1883. Ya se la denomina oficialmente como teresiana. El 1 de agosto de 1884 se extiende su uso a todo el Ejército:
Su color sera el mismo que el de la levita o prenda equivalente, con las formas y dimensiones que se detallan a continuación. No tendra faja sino solamente dos vivos de los colores del uniforme, uno en la costura de la union superficial lateral cónica con el plano superior y otro en la misma superficie ciclindrica.
En la parte anterior llevara una escarapela circular con los colores nacionales de 30 mm de diametro que tendra superpuesta una presilla con 6 cordoncillos de oro o plata, con boton pequeño de sujeción. El vivo inferior sera tangente a la escaparela y la presilla comenzara en superior.
Las divisas se colocarán en la parte cilíndrica. Sus dimensiones serán de 4 centimetros en la parte anterior troncocónica, en la posterior de 8 y en la parte inclinada de 9.
Por otra ROC de 27 de agosto de 1884 se aclara el uso de la teresiana:
Días no festivos ni de gala para paseo y en todos los actos que no sean de servicio. En los que sean en los interiores de los acuartelamientos, tanto de Armas como Económicos, excepto guardias y presentaciones, debiendo usarse en esos casos el ros.
En los días festivos y de gala, incluso en el interior de los acuartelamientos, se usará solo hasta las 11 de la mañana y despues de la caida del sol. Entre ambos periodos se usara ros.
Otra ROC fechada solo tres días después aclara que no será de aplicación el uso de la teresiana para la Guardia Civil: ... teniendo en cuenta que se considera que los Individuos que componen el Instituto estan constantemente de servicio de Armas y como centinelas permanentes...
Por ROC de 18 de mayo de 1887, se suprime el uso de la teresiana para las clases de tropa, quedando como prenda de cabeza exclusiva de jefes y oficiales. Este misma Orden fue la que introdujo los gorros redondos de cuartel para la tropa. En 1896 se suprime la teresiana en Cuba, Filipinas y Puerto Rico y se sustituye por una gorra de plato de tela blanca con visera baja de charol, por ser más apropiada para climas calurosos. Por ROC de 19 de julio de 1901, la teresiana se suprime de la uniformidad de verano cuando se vista de rayadillo y se cambia por una de plato de piqué blanco sin forro, de estilo «prusiano», dice la Orden.
El 10 de octubre de 1908, una ROC declara suprimida la prenda en la uniformidad del Ejército. No volvería a aparecer hasta septiembre de 1920, en que la declara reglamentaria para la oficialidad de la Legión.